# Full HD

Bildauflösungen im Vergleich: DCI-4K, 4K-UHD, DCI-2K, 1080p, 720p, DVD (576i) und Video-CD (240)

Fernsehbild-Auflösungen

Mit Full HD (Full High Definition, englisch für volle Hochauflösung) wird die Eigenschaft von HDTV-fähigen Geräten (PC, Fernsehgerät, Flachbildschirm, DVD-Spieler, Videokamera, Set-Top-Box, Spielkonsole, Smartphone) bezeichnet, die eine Videoauflösung von 1920 × 1080 Pixeln (2.073.600 Pixel = 2 MP, Seitenverhältnis 16:9) ausgeben oder aufzeichnen können. Bei Bildschirmen bezeichnet „Full HD“ deren physische („native“) Auflösung, bei Geräten mit Videoausgang wie DVD-Playern die Auflösung des Videosignals.

## HD ready 1080p
Der Industrieverband Digitaleurope schuf für Full HD-Geräte die Auszeichnung HD ready 1080p, dafür sollten die Geräte ihre Signale über eine digitale Schnittstelle mit 1080p bei 50, 60 oder 24 Hz entgegennehmen können und das analoge Relikt der Overscan-Darstellung abschaltbar sein. Die Bezeichnung  „HD ready“ ohne den Zusatz steht dagegen für die um gut die Hälfte niedrigere Auflösung von 1280 × 720 Pixeln (921.600 Pixel = 1 MP, ebenfalls 16:9).